# ライアン・エア・サービス103便墜落事故
ライアン・エア・サービス103便墜落事故は、1987年11月23日にアメリカ合衆国で発生した航空事故である。
コディアック空港からホーマー空港へ向かっていたライアン・エア・サービス（なお、アイルランドの格安航空会社である、ライアンエアーとの関わりはない）103便（ビーチクラフト 1900C）が最終進入中に墜落し、乗員乗客21人中18人が死亡した。
この事故はビーチクラフト 1900で発生した初の死亡事故だった。

## 飛行の詳細

### 事故機
事故機のビーチクラフト 1900C（N401RA）は1986年に製造番号UB-58として製造された。定員は21人で、乗員2人と乗客19人が搭乗できた。ライアン・エア・サービスのマニュアルでは、ビーチクラフト 1900の最大離陸重量は16,600lbs、最大着陸重量は16,100lbsであり、離着陸時の重心範囲はそれぞれ17.7、18.5だった。国家運輸安全委員会の計算によれば、事故機の離陸重量は17,150lbsであった。

### 乗員
機長は26歳の男性で、1984年4月11日に雇用された。総飛行時間は7,087時間で、ビーチクラフト 1900では4,420時間の経験があり、うち714時間が機長としての乗務だった。副操縦士は40歳の男性で、1986年10月16日に雇用された。総飛行時間は10,532時間で、ビーチクラフト 1900では300時間の経験があった。
副操縦士は事故以前の少なくとも1年間、飛行訓練のディレクターを務めていたこととなっていた。しかし、ライアン・エア・サービスの社長、及びチーフパイロットによれば副操縦士がディレクターを務めていたという事実は無かった。また、副操縦士が無断でディレクターを騙っていたことについて同社が注意などを行った痕跡は見られなかった。彼はライアン・エア・サービスに入社する以前は航空機関士として働いていた。1980年、彼は地元の貨物航空会社にダグラス DC-6の航空機関士として雇われたが、連邦航空局の口述試験で不合格となり、解雇されていた。

## 事故の経緯
103便はコディアック空港からホーマー空港へ向かう国内非定期旅客便だった。ライアン・エア・サービスは80を越える都市に旅客便を運航するアラスカ州最大のコミューター航空会社だった。103便には乗員2人と男性の乗客17人と女性の乗客2人が搭乗しており、満席状態だった。離陸前、副操縦士は地上職員に1,500lbsの貨物を積載するよう指示した。103便には乗客の手荷物の他、狩猟用の銃、冷凍のカニ、犬2匹と大量の鹿肉が積載された。積み込み作業について、地上職員は以前、別の満席のビーチ 1900に貨物を積載した際に1,100-1,200lbsの指示をされたことから、今回の要求を異常と感じた。
AKST17時42分、管制官は滑走路7からの離陸を許可した。離陸速度で機体は僅かに浮揚したが滑走路に再び接地し、15ノット (28 km/h)ほど加速した後に再び離陸した。乗客は離陸後の上昇が急だったと証言した。離陸後、アンカレッジ管制は12,000フィート (3,700 m)へ上昇し、有視界飛行を行うよう指示した。18時10分、アンカレッジ管制はパイロットに6,000フィート (1,800 m)へ降下し、ローカライザーをホールドする許可を与えた。最終進入中に主翼が前後に揺れ始め、ほぼ水平な状態で急降下した。機体は空港外周のフェンスに激突し、停止した。墜落による火災は発生しなかった。救助隊は生存者の救出を行おうとしたが、安全に機体内部に進入できる場所が分からず、活動は難航した。事故により乗客16人と乗員2人が死亡した。

## 事故調査
国家運輸安全委員会（NTSB）が事故調査を行った。当初は主翼への着氷によって対気速度が低下し、失速して墜落したという仮説が立てられた。調査から、事故機の主翼の前縁には最大3/8inの着氷が堆積していた可能性があることが判明した。NTSBが行った飛行試験では前縁に最大1.5inの着氷が堆積したが、機体の制御に大きな問題は生じなかった。また、ビーチクラフト 1900のマニュアルでは性能を最大限に活かすため、1-1.5inの着氷が発生してから防氷ブーツを作動させることが推奨されていた。これらのことから、3/8inの着氷が生じていたとしても飛行性能に大きな影響はでなかったと結論付けた。

### 機体重量と重心
次にNTSBは機体重量と重心に注目した。調査官は乗客らの実際の体重、及び貨物の重量を計測し、重心を割り出した。その結果、事故機の重心は後方限界の更に8-11in後ろにあったことが判明した。また、計算から離陸時の重量は最大離陸重量を397.8-513.1lbs上回っており、墜落時の重量は最大着陸重量を69-184.3lbs越えていたと推定された。調査から、事故機には副操縦士が要求した量よりも600lbs多い貨物が積載されていた。また、パイロットは連邦航空局（FAA）の定める、適切な重心位置の計算を行っていなかった。
1988年3月、NTSBは重心が後方限界を越えた場合の飛行特性を知るためにビーチクラフト 1900を使用して飛行試験を行った。試験では103便のパラメーターをほぼ再現し、水の入ったタンクを移動させることによって重心を調整した。また、重心は安全上の理由から、後方限界の8in以上後ろまでは下げられなかった。重心を後方に移動させると、静安定が著しく低下し、フラップを展開するとさらに不安定となった。重心を後方限界の11in後ろまで下げると、操縦桿を前方へ最大限押しても機首が上がる可能性があることが判明した。試験から、重心が後方限界の7in後ろに位置している状態では、一定の修正操作などが必要ではあるが飛行、及び着陸は可能であったことが分かった。一方、重心が後方限界の11in後ろに位置している状態で、フラップを35度まで展開すると操縦がほぼ不可能になると推測された。

### 事故原因
最終報告書では、重心が後方限界を越えていたことが事故の直接的な原因だとされた。事故機の後部貨物室には1,600lbs-1,800lbsの貨物が積載されており、重心が後方限界を越えた。また燃料が消費されたことにより、ホーマー空港へ近づくにつれて重心はさらに後方へ移動したと推測された。残骸の調査から、フラップハンドルが格納位置にあり、スタビライザートリムは機首下げ位置に設定されていたことが判明した。一方で、右主翼のフラップが7-12in展開されていた。この事から、パイロットがフラップを展開した後、この操作により機体の安定性が失われたことに気付いていたと推測された。また、推力を上げた可能性も指摘された。しかしフラップを格納した場合は失速速度が上がってしまい、推力を上げた場合は機首上げが悪化してしまい、どちらの操作を行ったとしても結果的に機体は完全に失速してしまった。また、パイロットが航空会社の定める手順を順守しておらず、重量と重心について正確な計算もしていなかったことも事故の原因とされた。そのため、事故機は許容値を1,000lbs以上越える量の貨物が積載されていた。NTSBは過積載の状態であっても、重心が適切な位置にあれば安全な着陸は可能であったと述べた。

### 安全勧告
この事故を受けてNTSBは3つの安全勧告を発令した。発令された安全勧告の内容は以下の通り。
- 14 CFRパート135を改訂し、航空会社が最低でも90日間、運航した航空機の積荷目録、及び重量と重心を示した文書のコピーを保管しなければならないようにすること[18][19]。（A-88-41/FAA宛）
- コミューター機の座席の耐久テストをより厳しいものに変更すること[20][21]。（A-88-158/FAA宛）
- 10席以上を有する航空機のアクセスポイント、内部のレイアウト、火災の危険性がある場所などの情報を示すマニュアルを発行すること[22][23]。（A-88-159/全米防火協会宛）

## 事故後
事故後、連邦航空局（FAA）はライアン・エア・サービスに対して、複数の基準違反を行っていたため16,500ドルの罰金を支払うよう命じた。
ライアン・エア・サービスは過去3年間でこの事故を含む10件の事故を起こしており、12人の死者を出していた。事故の翌月、アメリカ政府は同社についての調査を開始した。ライアン・エア・サービスには数度に渡り、規則違反が常習化しているとして警告が発せられていた。FAAは同社の明らかな規則違反の常習化と高い事故率を指摘した。またFAAは、もし同社が運航停止処分になった場合、アラスカ州の住民に大きな影響が出ることについて言及したが、安全規制の遵守を優先すると述べた。1988年1月、103便の事故を受けてFAAは同社の運航を停止した。ライアン・エア・サービスの関係者は、1ヶ月以内の運航再開を目指していると話した。また、事故の前年にはライアン・エア・サービスのパイロット3人がFAAに対して、過積載の航空機を運航するよう同社から圧力をかけられていると話していた。パイロット達は同社へ注意を行うようFAAに求めたが、この要求は無視された。なお、この3人の内1人は103便の機長を勤めていた男性であり、事故により死亡した。